# Krzysztof Kwiatkowski
Krzysztof Kwiatkowski, né le 14 mai 1971 à Zgierz, est un homme politique polonais, membre de la Plate-forme civique (PO).
Il est ministre de la Justice entre 2009 et 2011 et président de la Chambre suprême de contrôle (NIK) depuis 2013.

## Biographie

### Jeunesse
Il adhère à 17 ans à la Fédération de la jeunesse combattante (FMW), une organisation anticommuniste. Il s'inscrit ensuite à l'université de Łódź où il étudie le droit. Au cours de ses études, il intègre l'Association des étudiants indépendants (NZS), dont il sera membre du conseil national. Il doit interrompre son cursus pour soigner un cancer et le reprend à l'université de Varsovie, où il sera diplômé.

### Ascension
Il commence sa carrière politique au niveau local. En 1993, il entre au conseil municipal de Zgierz, juste au nord de Łódź. Il appartient alors à l'Accord du centre (PC).
Après que l'Alliance électorale Solidarité (AWS) a remporté les élections parlementaires du 21 septembre 1997, il devient le secrétaire particulier du président du Conseil des ministres Jerzy Buzek. Il rejoint ensuite le Mouvement social (RS), qui réunit les élus et cadres de l'AWS qui appartenait simplement à Solidarność.
Pour les élections législatives du 23 septembre 2001, il est investi tête de liste de l'Alliance électorale Solidarité de droite (AWSP) dans la circonscription de Sieradz. Il remporte 5 181 voix préférentielles, le meilleur score parmi les candidats de l'AWSP, mais celle-ci échoue à franchir le seuil électoral national et n'emporte aucun député.

### Candidature à la mairie de Łódź
Réélu conseiller municipal en 2002, il devient alors adjoint au maire de Zgierz, délégué aux Finances, à l'Éducation, à la Culture, aux Sports, aux Investissements et aux Fonds communautaires. Il adhère deux ans plus tard à la Plate-forme civique (PO)
Dans la perspective des élections locales de novembre 2006, la PO en fait son candidat pour la fonction de maire de Łódź. Au premier tour le 12 novembre, il rassemble 27,03 % des suffrages exprimés, se qualifiant pour le second tour derrière le sortant Jerzy Kropiwnicki, appuyé par Droit et justice (PiS).  Parallèlement, il est élu à la diétine de Łódź en recueillant 17 957 votes de préférence dans la 2e circonscription.
Lors du second tour qui se tient deux semaines plus tard, il est nettement battu avec 44,31 % des voix, soit 20 900 bulletins de vote de retard.

### Sénateur
Pour les élections sénatoriales anticipées du 21 octobre 2007, il postule dans la circonscription de Łódź où deux mandats sont à pourvoir. Il remporte le jour du scrutin 164 151 suffrages, réalisant le meilleur résultat du territoire. Il fait son entrée au Sénat le 5 novembre suivant, à l'âge de 36 ans. Il devient le 4 février 2009 secrétaire d'État du ministère de la Justice.

### Ministre de la Justice
Le 13 octobre suivant, Krzysztof Kwiatkowski est nommé à 38 ans comme ministre de la Justice, lors d'un remaniement ministériel du premier gouvernement de coalition de centre droit du président du Conseil des ministres libéral Donald Tusk, causé par un scandale de trafic d'influence dans le cadre de l'adoption de la nouvelle loi sur les jeux de hasard. Dans le même temps, il obtient le poste de procureur général, qui sera finalement séparé des fonctions ministérielles le 31 mars 2010.
Il est désigné, le 11 avril suivant, membre de la  « commission interministérielle de coordination des activités concernant l'accident aérien tragique près de Smolensk », installé par Tusk après l'accident du Tupolev Tu-154 présidentiel en Russie.

### Député
À l'occasion des élections parlementaires du 9 octobre 2011, la PO présente sa candidature à la Diète, en troisième position sur la liste du ministre des Transports Cezary Grabarczyk dans la circonscription de Łódź. Il totalise 68 814 voix préférentielles, ce qui constitue le meilleur résultat parmi les cinq députés élus de la Plate-forme civique et dans le territoire. Le 17 novembre suivant, il est remplacé dans ses fonctions ministérielles par Jarosław Gowin.

### Président de la NIK
Il est élu par la Diète le 26 juillet 2013 président de la Chambre suprême de contrôle (NIK), équivalent d'une cour des comptes. Confirmé le 9 août par le Sénat, il renonce aussitôt à son mandat parlementaire conformément aux règles d'incompatibilité. Il entre en fonction pour six ans le 27 août.